# 高速ターミナル駅
高速ターミナル駅（コソクターミナルえき）は、大韓民国ソウル特別市瑞草区にあるソウル交通公社とソウル市メトロ9号線の駅。

## 利用可能な鉄道路線
ソウル交通公社
 3号線 - 駅番号は339
 7号線 - 駅番号は734
ソウル市メトロ9号線
 9号線 - 駅番号は923

## 歴史
- 1985年10月18日 - ソウル特別市地下鉄公社（当時）3号線の駅が開業。
- 2000年8月1日 - ソウル特別市都市鉄道公社（当時）7号線の駅が開業、乗換駅となる。
- 2005年1月1日 - ソウル特別市地下鉄公社がソウルメトロに改称。
- 2009年7月24日 - ソウル市メトロ9号線が開業し当駅に接続。
- 2017年5月31日 - ソウルメトロとソウル特別市都市鉄道公社が統合され、3号線・7号線はソウル交通公社の駅となる。

## 駅構造

### ソウル交通公社
3号線は相対式ホーム2面2線を有する地下駅で、フルスクリーンタイプのホームドアが設置されている。改札口と7号線・9号線との連絡通路に繋がる階段はホーム1面につき4ヶ所、エレベータはホーム1面につき1基ある。
改札口は蚕院寄りと教大側の2ヶ所ある。連絡通路は改札階にあり、7号線との連絡通路は南側、9号線との連絡通路は北側にある。9号線との連絡通路には乗換客の移動経路の情報を収集をするための改札機がある。
化粧室は改札外に1ヶ所あり、出口は1,2,7,8番の計4ヶ所ある。
7号線は相対式ホーム2面2線を有する地下駅で、フルスクリーンタイプのホームドアが設置されている。改札口と3号線との連絡通路に通じる階段はホーム1面につき3ヶ所、エレベータはホーム1面につき1基ある。
改札口は盤浦側と内方側の2ヶ所ある。化粧室は改札外に1ヶ所、出口は3番から6番まである。
3号線との連絡通路（階段）はホーム階と改札階の中間にある。9号線に乗り換える場合はこの連絡通路と3号線の改札階を経由しなければならない。

#### のりば

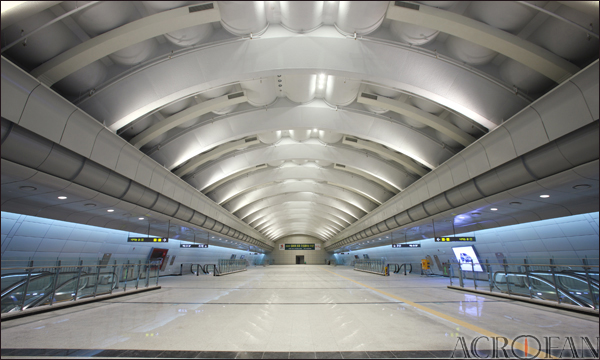
コンコース（2009年撮影）
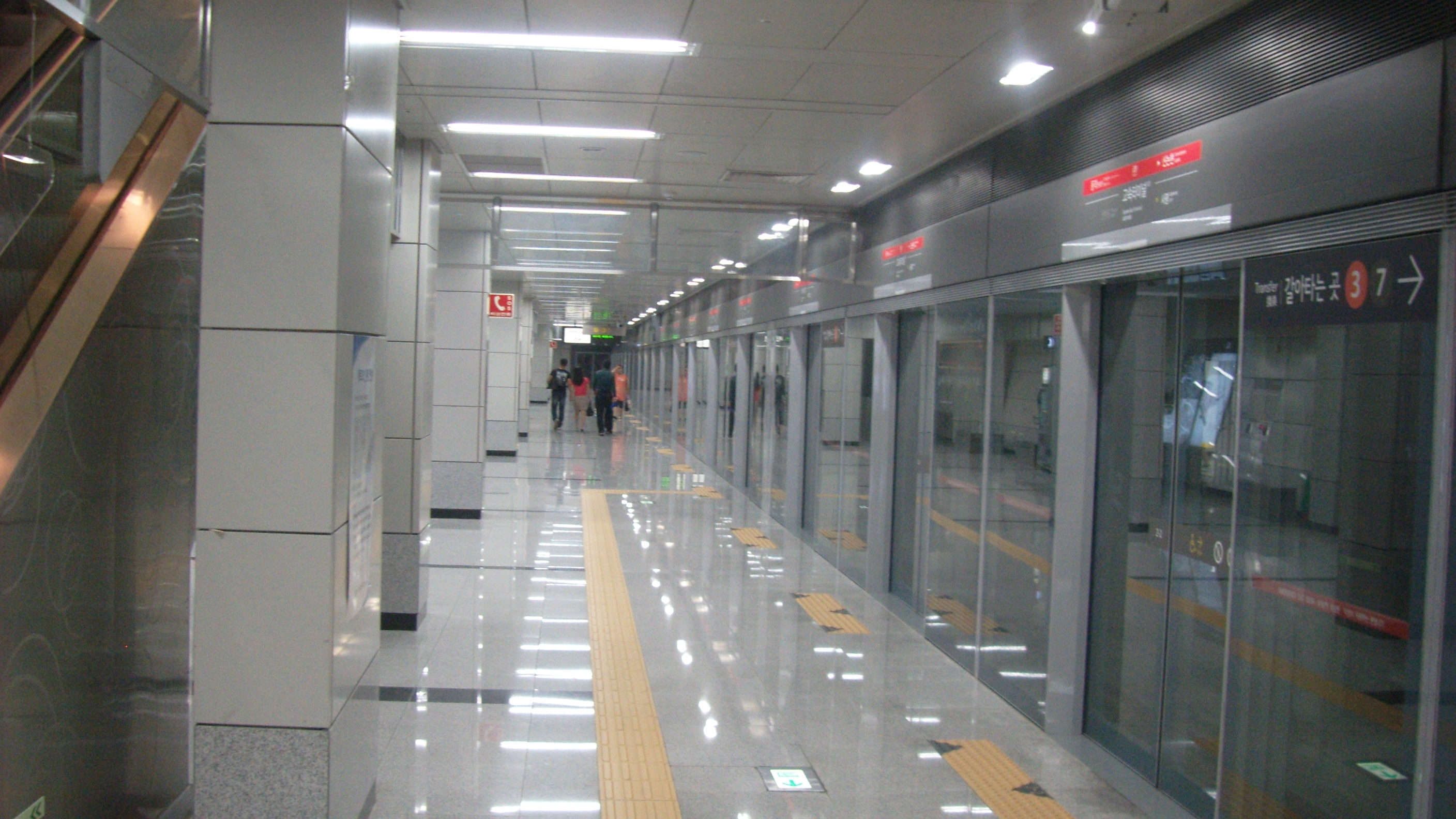
ホーム（2009年撮影）

案内上ののりば番号は設定されていない。
| ホーム      | 路線        | 行先                            |             |
| 3号線ホーム | 3号線ホーム | 3号線ホーム                     | 3号線ホーム |
| ----------- | ----------- | ------------------------------- | ----------- |
| 上り        | 3号線       | 鍾路3街・旧把撥・大谷・大化方面 |             |
| 下り        | 3号線       | 良才・道谷・水西・梧琴方面      |             |
| 7号線ホーム |             |                                 |             |
| 上り        | 7号線       | 君子・泰陵入口・蘆原・長岩方面  |             |
| 下り        | 7号線       | 梨水・大林・温水・富平区庁方面  |             |

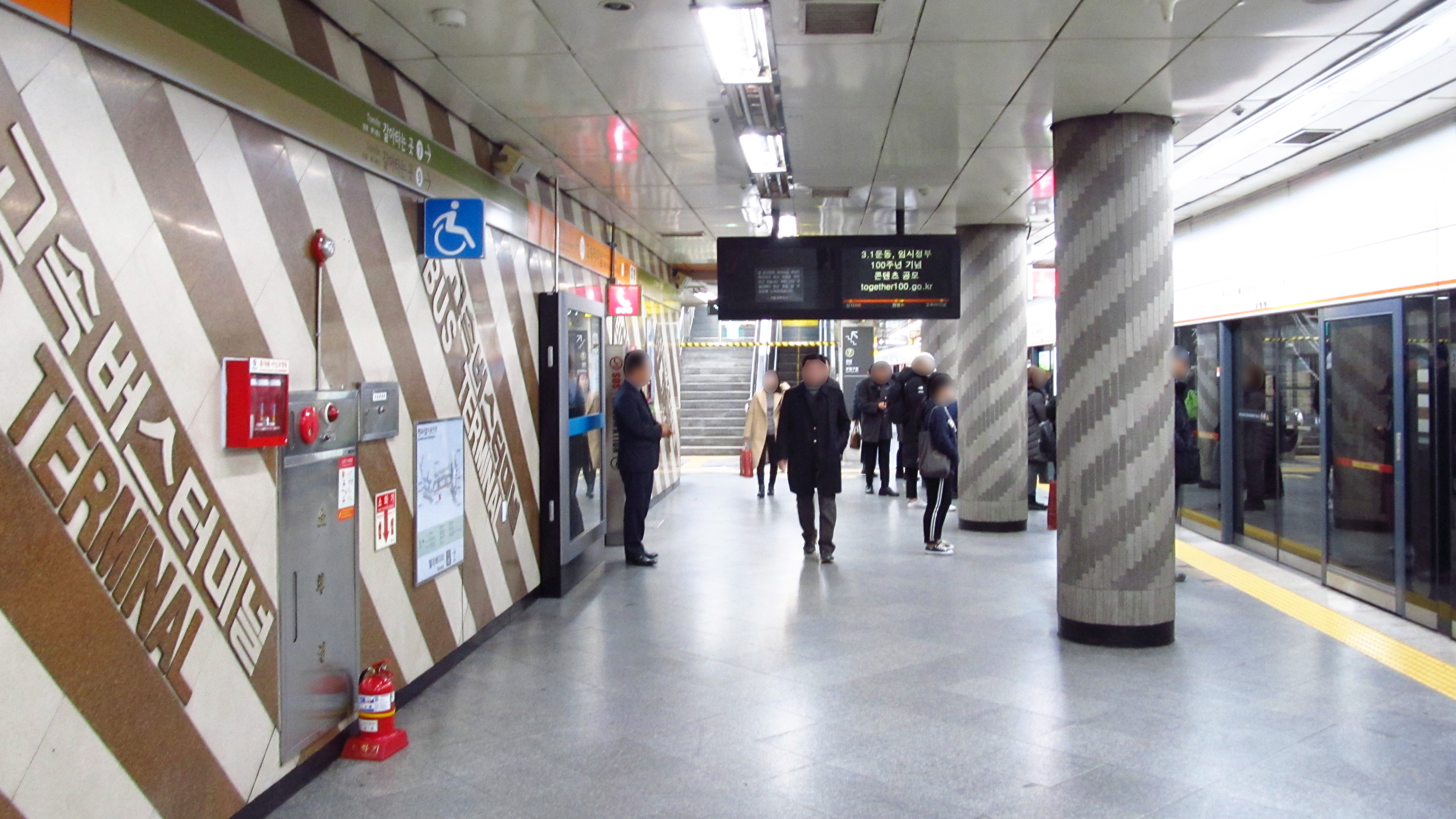
3号線ホーム（2018年撮影）
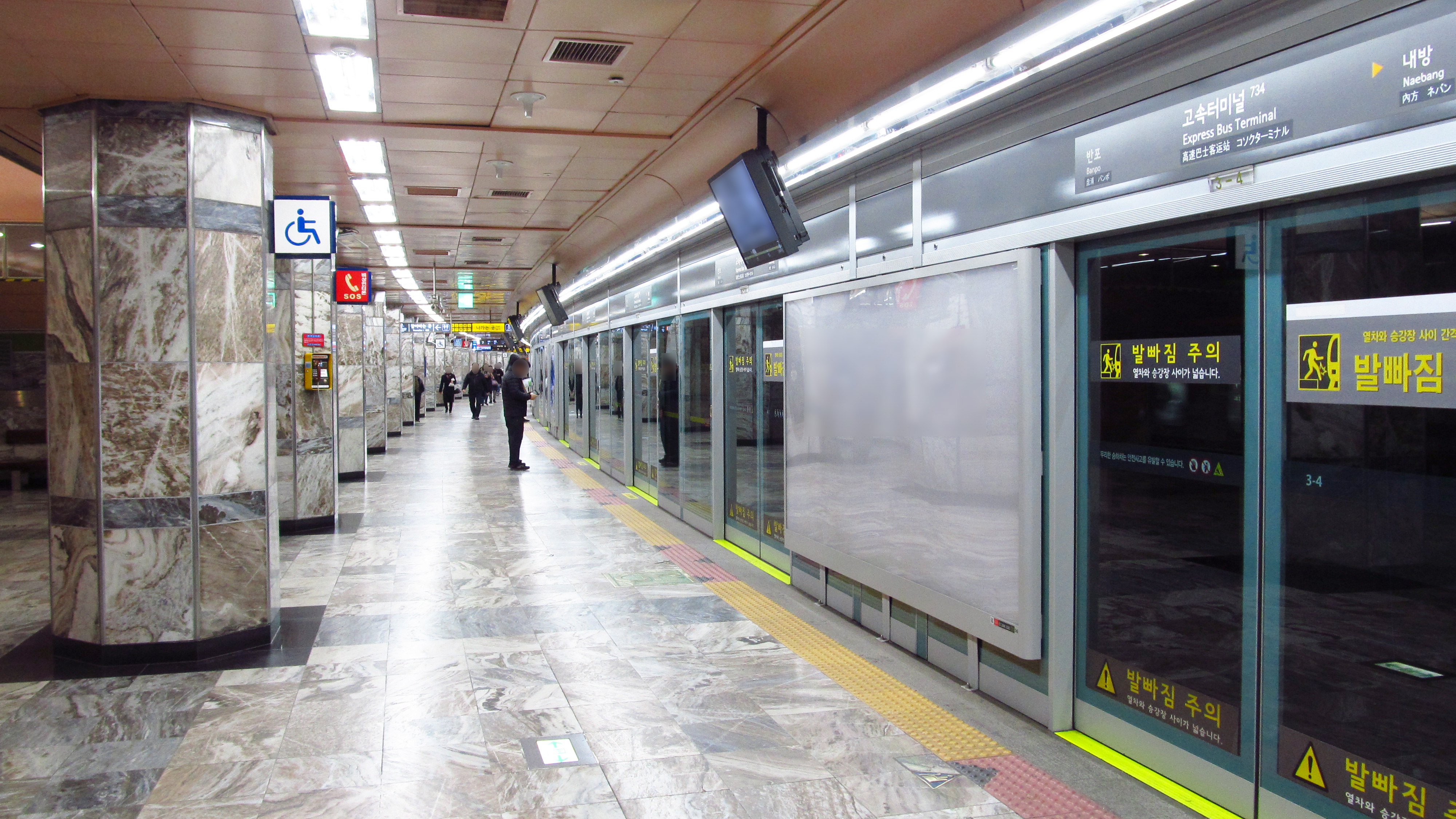
7号線ホーム（2018年撮影）

### ソウル9号線運営
相対式ホーム2面2線を有する地下駅で、フルスクリーンタイプのホームドアが設置されている。改札口と3号線との連絡通路に通じる階段はホーム1面につき4ヶ所、エレベータはホーム1面につき1ヶ所ある。
改札口は2ヶ所、化粧室は改札内に1ヶ所、改札外に2ヶ所ある。出口は8-1と8-2の2ヶ所ある。
3号線との連絡通路（階段）はホーム階と改札階の中間にある広々としたコンコースの中程にある。このコンコースは3号線の線路のすぐ真下にあり、影響を一切与えることなく施工するためにCAM工程で掘削した。天井にある大型鉄管とアーチ型の横梁をそのまま露出させている。このコンコースは「2009年の今年の土木構造物」大賞を受賞した。7号線に乗り換える場合、連絡通路（階段）と3号線の改札階を経由しなければならない。
3号線と7号線の日本語案内は「コソクターミナル」とハングル語句で案内されるが、9号線のみ日本語案内では「高速ターミナル」と案内される。

#### のりば
案内上ののりば番号は設定されていない。
| 上り | 9号線 | 鷺梁津・堂山・金浦空港・開花方面     |
| 下り | 9号線 | 新論峴・総合運動場・中央報勲病院方面 |

- コンコース（2009年撮影）
- ホーム（2009年撮影）

## 利用状況
近年の一日平均利用人員推移は下記のとおり。
| 路線  | 路線     | 2000年  | 2001年  | 2002年  | 2003年  | 2004年  | 2005年  | 2006年  | 2007年  | 2008年  | 2009年  | 出典  |
| ----- | -------- | ------- | ------- | ------- | ------- | ------- | ------- | ------- | ------- | ------- | ------- | ----- |
| 3号線 | 乗車人員 | 47,176  | 58,695  | 61,369  | 61,451  | 62,298  | 62,343  | 62,075  | 60,095  | 59,683  | 56,286  | [ 2 ] |
| 3号線 | 降車人員 | 46,783  | 57,244  | 60,868  | 61,033  | 63,353  | 63,856  | 64,788  | 62,012  | 61,051  | 59,360  | [ 2 ] |
| 3号線 | 乗降人員 | 93,959  | 115,939 | 122,237 | 122,484 | 125,651 | 126,199 | 126,863 | 122,107 | 120,734 | 115,646 | [ 2 ] |
| 7号線 | 乗車人員 | 7,904   | 9,220   | 9,787   | 10,985  | 12,211  | 13,499  | 14,143  | 15,233  | 16,658  | 17,549  | [ 3 ] |
| 7号線 | 降車人員 | 10,415  | 11,871  | 12,052  | 12,644  | 12,385  | 12,620  | 12,395  | 14,263  | 15,728  | 15,793  | [ 3 ] |
| 7号線 | 乗降人員 | 18,319  | 21,091  | 21,839  | 23,629  | 24,596  | 26,120  | 26,538  | 29,496  | 32,386  | 33,342  | [ 3 ] |
| 9号線 | 乗車人員 | 未開通  | 未開通  | 未開通  | 未開通  | 未開通  | 未開通  | 未開通  | 未開通  | 未開通  | 36,307  | [ 4 ] |
| 9号線 | 降車人員 | 未開通  | 未開通  | 未開通  | 未開通  | 未開通  | 未開通  | 未開通  | 未開通  | 未開通  | 33,671  | [ 4 ] |
| 9号線 | 乗降人員 | 未開通  | 未開通  | 未開通  | 未開通  | 未開通  | 未開通  | 未開通  | 未開通  | 未開通  | 69,978  | [ 4 ] |
| 路線  | 路線     | 2010年  | 2011年  | 2012年  | 2013年  | 2014年  | 2015年  |         |         |         |         |       |
| 3号線 | 乗車人員 | 55,873  | 54,271  | 54,525  | 58,637  | 60,343  | 56,743  |         |         |         |         |       |
| 3号線 | 降車人員 | 60,015  | 59,244  | 60,042  | 63,296  | 64,185  | 59,267  |         |         |         |         |       |
| 3号線 | 乗降人員 | 115,888 | 113,515 | 114,567 | 121,933 | 124,528 | 116,010 |         |         |         |         |       |
| 7号線 | 乗車人員 | 18,025  | 18,947  | 19,864  | 20,584  | 20,479  | 21,788  |         |         |         |         |       |
| 7号線 | 降車人員 | 16,030  | 16,415  | 17,355  | 18,411  | 18,450  | 18,861  |         |         |         |         |       |
| 7号線 | 乗降人員 | 34,055  | 35,362  | 37,218  | 38,996  | 38,929  | 40,649  |         |         |         |         |       |
| 9号線 | 乗車人員 | 44,479  | 49,834  | 55,472  | 59,522  | 61,981  | 60,481  |         |         |         |         |       |
| 9号線 | 降車人員 | 46,116  | 52,363  | 57,743  | 61,321  | 63,697  | 62,267  |         |         |         |         |       |
| 9号線 | 乗降人員 | 90,595  | 102,197 | 113,215 | 120,843 | 125,678 | 122,748 |         |         |         |         |       |

## 駅周辺
- カトリック大学校聖医キャンパス
- ソウル聖母病院
- 江南地下商店街
- 公正去来委員会
- 国立中央図書館
- 国民銀行
- ソウル高速バスターミナル - 駅名の由来。
  - イーマートノーブランド（朝鮮語版）
  - 新世界百貨店 江南店
  - JWマリオットホテル（英語版、朝鮮語版）
  - バンディ&ルニス（朝鮮語版）新世界江南店
  - メガボックス（朝鮮語版）セントラル
  - 新世界免税店（朝鮮語版）江南店
  - シコル（朝鮮語版）江南店
- ソウル蚕院初等学校（朝鮮語版）
- ソウル地方調達庁
- ソウルパレスホテル
- セントラルシティ
- 永豊文庫 江南店
- 韓国地域振興財団（朝鮮語版）

## バス路線
| 新盤浦路                    | 143 - 148 - 342 - 360 - 362 - 401 - 462 - 540 - 640 - 642 - 643 - 4212 - 4318 - 4425 - 5413 - 6411 - 8541 - 9408 |
| 高速ターミナル駅 1,8番出口  | 143 - 148 - 342 - 360 - 362 - 401 - 462 - 540 - 640 - 642 - 643 - 4212 - 4318 - 4425 - 5413 - 6411 - 8541 - 9408 |
| セントラルシティ, 砂平路    | 142 - 3414 - 3420 - 3423                                                                                         |
| 高速ターミナル駅 3,4番 出口 | 142 - 3414 - 3420 - 3423                                                                                         |
| マウルバス                  | 瑞草01 - 瑞草10 - 瑞草13 - 瑞草14 - 瑞草21                                                                       |
| 空港バス                    | 6000 - 6020 |
| 仁川広域市所属バス路線      | 9500 - 9501 |
| 京畿道市外バス路線          | 9800 - 9801 - 9900 - 9901                                                                                        |

## 隣の駅
ソウル交通公社
 3号線
蚕院駅 (338) - 高速ターミナル駅 (339) - 教大駅 (340)
 7号線
盤浦駅 (733) - 高速ターミナル駅 (734) - 内方駅 (735)
ソウル市メトロ9号線
 9号線
急行
銅雀駅 (920) - 高速ターミナル駅 (923) - 新論峴駅 (925)
一般（各駅停車）
新盤浦駅 (922) - 高速ターミナル駅 (923) - 砂平駅 (924)